# Basisschool de Horizon
Basisschool de Horizon is een van de drie basisscholen van Sevenum, in de Nederlandse gemeente Horst aan de Maas.

## Geschiedenis
Het schoolgebouw werd in 1954 gebouwd, en kreeg de naam Sint Jozefschool. De school was in het begin als jongensschool in gebruik en werd later een gemengde school. 
Eind jaren 80 ging de school samen met kleuterschool Hummeloord. De nieuwe naam Horizon werd door een van de leerlingen bedacht.
Het gebouw is enkele keren gerenoveerd, namelijk in 1988 en 2002. Enkele jaren later, in 2005, is het schoolgebouw deel uit gaan maken van een multifunctioneel centrum.